# アマゾントチカガミ
アマゾントチカガミ（あまぞん鼈鏡、Limnobium laevigatum）は、トチカガミ科リムノビウム属に分類される多年生の浮遊植物である。アマゾンフロッグピット（Amazon Frogpit）、アマゾンフロッグビット（Amazon Frogbit）とも呼ばれる。

## 分布
中南米の熱帯の平地の流れの緩やかな淡水域に生育する。観賞植物として流通しており、遺棄されたものが日本の本州、四国、九州に生育し、外来種となっている。移入年代は不明。湖沼、ため池、河川下流の淀み、水路で繁殖している。

## 特徴
水中のランナーが横に伸び、各節から根と3-8枚の葉がロゼット状に展開する。葉は円形で、直径1 cmほど。表面は黒っぽい紋があることが多い。裏面は5 mmほどの膨らみがあり、スポンジ状。浮袋の役割をしている。密生すると葉は水面に浮かんでいる状態から立って、裏面が水上に上がる状態になる。

## 繁殖
6-9月ごろに開花する。雌雄同株で雌花と雄花がある。雌花は3-4 cmの子房の上に3枚の萼片がつき、長さ5-10 mm、6-9本の白色の雌しべの柱頭が伸びるように立つ。雄花は40-55 mmの花柄の先につき、各3枚の萼片と幅1.5 mm長さ6 mmの花弁からなる。風媒で結実する。